# Action Éducation
Fondée en France en 1981, Action Éducation (anciennement Aide et Action) est une association loi de 1901, reconnue d'utilité publique (code RUP : 75.000.2019), agréée par le Ministère de l'Éducation nationale et membre de la CHS Alliance.
Depuis ses débuts en 1981, Action Éducation (anciennement Aide et Action) œuvre, à l'international, pour le développement par l'accès à une éducation de qualité, notamment pour les populations les plus vulnérables et marginalisées, en particulier les enfants, les filles et les femmes, afin que tous puissent maîtriser leur propre développement et contribuer à un monde plus pacifique et durable.
En fondant son intervention sur les valeurs de dignité, d'inclusion et d'intégrité, ainsi que sur les principes d'action que sont la transparence, la redevabilité et la solidarité, et grâce au soutien de 51 000 donateurs privés, Action Éducation (anciennement Aide et Action) agit dans 19 pays, en Afrique, en Asie du Sud, en Asie du Sud-Est et en Europe. En 2019, 1,9 million d'enfants, de jeunes et d'adultes ont bénéficié des activités de l'association.
De sa création en 1981 au 4 juillet 2022, l'association œuvrait sous le nom « Aide et Action » et s'est ensuite transformée pour devenir « Action Éducation ».

## Historique
Créée en 1981, Aide et Action est une organisation internationale de développement par l'éducation, sans affiliations politiques ou religieuses. Elle a été membre du Comité Consultatif des ONG sur l'Éducation pour Tous (UNESCO).
En 2009, l'association a rejoint la Campagne française - Journée du refus de l'échec scolaire de l'Afev. Elle développe, par ailleurs, dans le département du Val-d'Oise, des activités dans des écoles en zone d'éducation prioritaire.
En 2010, l'association réitère son engagement dans cette journée, en organisant notamment un événement à la Maison d'éducation du Val d'Oise, en partenariat avec la FCPE, ATD Quart Monde Val-d'Oise…
En mai 2010, l'association publie un rapport d'alerte portant sur les impacts de la crise économique mondiale sur l'éducation repris par de nombreux médias. Réduction des budgets d'éducation des familles et des États, forte pression sur le travail des enfants, etc. : à travers 600 interviews dans une dizaine de pays et de nombreuses données statistiques, le rapport Éducation les cours chutent ! met en lumière danger pour l'éducation dans un contexte de crise. En 2012, Aide et Action tire de nouveau la sonnette d'alarme en rappelant que l'éducation est bien trop souvent « aux abonnés absents », malgré son caractère déterminant dans l'émancipation et le développement économique et social de tous les pays du monde.
Aide et Action met donc en place des projets afin de lever des freins qui empêchent les populations d'avoir accès à l'école. Par exemple, le projet de déclaration des naissances par message SMS (texto) au Sénégal permet aux chefs de villages reculés de déclarer les naissances par téléphone et donne ainsi la possibilité aux enfants d'avoir accès à l'école primaire (être présent sur les listes de l'état civil étant une condition indispensable à cela).
En France, 2010 marque l'année du développement de sa mission sociale. À Villiers-le-bel, l'école Jean Jaurès met en place, en partenariat avec Aide et Action, un projet de rédaction d'un journal à l'école : le Junior. Ce projet a reçu en mai 2010 le prix de l'innovation pédagogique du forum des enseignants innovants et de l'innovation éducative. Les 200 enfants ont conçu le dossier, réalisé l'enquête, écrit les textes et participé à la création d'un site web du projet sur celui de leur école. 
Cette démarche pour lutter contre l'exclusion scolaire en France s'accompagne d'un engagement fort pour l'éducation civique à travers un site qui permet à chacun, parent, enfant, enseignant, de partager des fiches pédagogiques, des animations pour enfants, des vidéos de professeurs dans leur classe. Ce site est un centre de ressources consacré à l'éducation civique auquel Aide et Action apporte régulièrement sa contribution, à travers des articles et des témoignages, notamment dans le cadre de ce projet.
Dans la continuité de son investissement en France et en Europe, Aide et Action lance en 2012 une « campagne pour agir contre l'éducation qui exclut » Cette campagne a pour principal but de sensibiliser le grand public et de réveiller les consciences sur l'échec que peut parfois vivre l'école et l'éducation dans son rôle d'intégrateur social, en France et dans le monde. Aide et Action en profite alors pour apporter ces solutions face à ce phénomène grandissant. En effet, l'association se propose de “repenser l'école, de l'ouvrir sur le monde, de reconsidérer la relation parents-enseignants, et de replacer l'enfant au cœur de l'enseignement
Aide et Action s'est investie, à partir de 2010, dans le sport en réunissant une équipe de coureurs sur le Semi-marathon de Paris. Rassemblés autour d'un blog, de coachs sportifs bénévoles et de nombreuses pages de collecte, ce sont près de 100 sportifs solidaires qui se sont engagés à courir cette année-là. Aide et Action s'est relancée dans l'aventure en 2010, 2011 et 2012,,.
2011 est aussi l'occasion d'un nouveau partenariat avec la Haute École de Gestion (HEG) de Fribourg en Suisse, dans laquelle des étudiants en Master de Marketing ont développé quatre spots vidéos de sensibilisation autour d'Aide et Action et de l'éducation.
Le 4 juillet 2022, l'association Aide et Action se transforme et devient Action Éducation.

### Période trouble
Le 8 juillet 2009, Le Canard enchaîné, dans un article intitulé « Aide, Action et boursicotage », révèle que le président de l'association, Frédéric Naquet, a placé une partie des réserves de l'association dans des placements boursiers, alors que ce type de placements est vivement déconseillé par le Comité de la Charte pour un don en confiance. Ces placements ayant subi, au cours de l'année 2008, une forte dévaluation, l'association a perdu 660 000 €.
Le 16 juin 2010, Le Canard enchaîné met de nouveau en cause le fonctionnement d'Aide et Action. Les principales accusations portées par l'hebdomadaire sont :
- sa récente délocalisation en Suisse alors que 80 % des fonds viennent de France ;
- des frais de gestion en forte augmentation (en 5 ans, l'argent consacré aux directions générales et régionales est passé de 2,6 à 8,2 millions d'euros) ;
- le salaire de la directrice actuelle de l'association, de 10 000 € mensuels, et de la secrétaire générale, 6 000 € ;
- un séminaire de direction à Dubaï ;
- des accusations de népotisme, la directrice, Claire Calosci, ayant fait à plusieurs reprises rémunéré son mari en tant que « consultant » ;
- le licenciement de deux cadres qui auraient demandé que les miles gagnés lors des voyages de la direction soient mis dans un pot commun.

En novembre 2010, la gestion de l'association est à nouveau critiquée dans la presse. L'association est citée dans un article du magazine Capital sur la gestion des ONG, cet article pointant le salaire net mensuel de 7 100 € de la Directrice de l'association, très largement supérieur aux salaires des autres directeurs des ONG françaises.
Un article du Monde.fr, daté du 25 novembre pointe également des dysfonctionnements graves dans la gestion de l'association : licenciements de salariés ayant écrit une lettre ouverte à la direction, démission de la vice-présidente, explosion des frais de fonctionnements… L'article pointe également la signature de contrats avec une société privée de collecte de fonds, Philanthropia. Malgré des objectifs non atteints, l'association a signé cinq contrats avec cette société, pour un montant total de plus de 1,3 million d'euros. L'article met ainsi fortement en doute l'utilité et l'efficacité de ces contrats, ceux-ci n'ayant pas entraîné de bénéfices notables et pointe même certains versements effectués à la société de collecte de fonds alors que ces sommes n'étaient pas dues contractuellement.
En décembre 2012, un article du magazine Capital intitulé « Un exemple de gestion obscure : Aide et Action », à charge contre la Directrice Générale Claire Calosci, pointe son salaire de 12 000 € bruts mensuels, versés depuis l'antenne suisse de l'association et lui permettant de cumuler avec sa retraite française. L'article pointe également des billets d'avions payés par l'association pour des voyages à Dubaï ou Marrakech de la femme de l'ancien président, l'avocat Frédéric Naquet. Il mentionne en outre une expertise réalisée par un cabinet basé aux Seychelles, et diverses dépenses pharaoniques aboutissant à un déficit de 1,6 million d'euros au budget 2011 de l'association.
Un droit de réponse a ensuite été publié par Aide et Action dans le magazine Capital de janvier 2013, qui répond point par point à toutes ces accusations.
En août 2013, le Comité de la Charte du Don en confiance a suspendu l'agrément accordé à l'association, en raison d'un manque de transparence dans la gestion de ses fonds.

### Depuis 2013
Une nouvelle équipe dirigeante, France et international, est en place.
Les comptes d'Aide et Action sont vérifiés, chaque année, par un commissaire aux comptes, membre du groupe international Ernst & Young.
Aide et Action est membre du F3E (réseau dont le but est d'impulser une amélioration des pratiques des acteurs et actrices et de renforcer leurs compétences au service d'une action ayant un impact porteur de changement social), ainsi que de la CHS Alliance (alliance internationale d'organisations humanitaires et de développement s'engageant à rendre leur aide plus efficace pour les populations).
Aide et Action est membre de plusieurs groupes de Plaidoyer : elle est, depuis sa création en 2016, membre de la Coalition Éducation. Un groupement de 20 acteurs de la société civile – syndicats, ONG, associations, mouvements d'éducation populaire –  qui défend le droit à une éducation inclusive et équitable de qualité pour toutes et tous. Le 1er janvier 2021, Aide et Action en est devenue le chef de file. En 2019, elle a rejoint le Groupe Enfance, qui rassemble 19 ONG engagées pour une meilleure réalisation des droits de l'enfant dans le cadre de la  politique de coopération de la France ainsi que la Dynamique « De la convention aux actes ! » qui regroupe 26 organisations non gouvernementales, associations et collectifs, mobilisés pour porter collectivement auprès des décideurs publics des messages de plaidoyer pour une meilleure effectivité des droits de l'enfant en France et à l'international.
En novembre 2021, Aide et Action et Solidarité laïque créent l'Alliance Éducation afin d'optimiser l'impact de leurs actions respectives et de construire, ensemble, un écosystème d'organisations françaises agissant internationalement dans le domaine de l'éducation.
À la rentrée 2022, Aide et Action a rejoint les commissions genre, climat et jeunesses de Coordination Sud dont elle est membre.

## Domaines d'intervention
Avec près de 85 projets menés dans 19 pays d'Afrique, d'Asie (Asie du Sud-Inde, et Asie du Sud-Est) et d'Europe (France, Bulgarie, et Roumanie), avec ses partenaires, Aide et Action contribue à l'amélioration de l'accès et de la qualité de l'éducation de plus de 1,9 million d'enfants et d'adultes. L'association appuie les acteurs locaux pour la mise en œuvre de leurs projets sur trois domaines principaux, inscrits dans ses orientations stratégiques :
1. éducation et protection de la petite enfance (pallier le déficit mondial en écoles maternelles et centres de la petite enfance) ;
2. accès et qualité de l'éducation pour les niveaux primaire, moyen et secondaire ;
3. éducation tout au long de la vie et formation professionnelle.

Les actions dédiées aux filles et aux femmes sont transversales à ces trois domaines prioritaires.
Face à l'insécurité grandissante, Aide et Action promeut également de façon transversale : l'éducation à la paix, à la citoyenneté mondiale et au « vivre ensemble ». Face au changement climatique, l'éducation à l'environnement et au développement durable. Face à la croissance démographique, à l'urbanisation continue et à la migration, des systèmes éducatifs alternatifs et l'utilisation des nouvelles technologies. L'association milite pour une éducation inclusive (intégrant des enfants ou jeunes adultes exclus du fait d'une condition sociale, économique, d'une appartenance ethnique, de leur genre ou d'un handicap). Avec la crise liée à la COVID-19, en plus de ses projets dédiés à l'éducation à la santé, cette thématique a été étendue à l'ensemble des projets menés par l'association.

### Sur le terrain
Les projets sont menés par des salariés Aide et Action originaires des pays d'intervention et appuyés par des acteurs locaux du monde éducatif (parents, enseignants, associations, autorités locales, etc.).
Certains projets sont menés en partenariat opérationnel avec d'autres associations et organisations comme, notamment : Humanité et Inclusion (HI), l'UNICEF, Educate A Child, Solidarité laïque en Afrique, ou encore ASET 93/Askola en Seine-Saint-Denis (France).
L'association développe l'éducation à la citoyenneté et mobilise les citoyens pour contribuer au changement social aux niveaux local, national et international. Ces axes d'intervention s'inscrivent en corrélation avec l'analyse des contextes et problématiques éducatives sur ses territoires d'intervention et en tenant compte des enjeux en termes de changement climatique, de sécurité et de migration. 
Selon ses orientations stratégiques, Aide et Action a pour champ et logique d'intervention, d'ici à 2030 et pour le développement d'une éducation de qualité, trois piliers complémentaires :
- l'action en direction des populations vulnérables et marginalisées et des acteurs éducatifs ;
- l'éducation à la citoyenneté, à la paix et au développement durable ; la sensibilisation ;  la mobilisation des citoyens et de la société civile ;
- le plaidoyer auprès des institutions et des pouvoirs publics[30].

## Organisation
Trois pôles sont à la tête de l'association : le congrès, le conseil international, le comité de direction international. 
1. Le congrès est l'instance de gouvernance souveraine de toute l'organisation. Il joue le rôle d'une assemblée générale internationale et définit les orientations globales de l'association.
2. Le conseil international, élu par le congrès, joue le rôle d'un conseil d'administration international. Il veille à la mise en œuvre des orientations globales décidées par le congrès. Il nomme le directeur général international.
3. Le comité de direction international, nommé par le directeur général international, est l'instance de pilotage de l'association. Il assure la mise en œuvre des orientations globales.

## Chiffres et financements
En 2020, l'association est intervenue dans 19 pays d'Afrique, d'Asie du Sud (dont l'Inde), d'Asie du Sud-Est et d'Europe et a mené 85 projets.
Près de 3 millions de personnes (enfants, jeunes, adultes, enseignants) et plus de 5 000 écoles ont pu bénéficier des activités d'Aide et Action.
Aide et Action ancre son financement sur trois grands types de ressources : la générosité du public (parrainage, dons et legs), les partenariats avec les entreprises et fondations, et les fonds institutionnels, dont l'Agence française de développement (AFD), la Banque mondiale, la Direction du développement et de la coopération (DDC), ou encore l'Union européenne.
En 2020, 12,2 millions d'euros ont été collectés auprès de près de 51 500 donateurs particuliers. Le budget total de l'association est de 17 millions d'euros ; 13 millions ont été dédiés aux opérations.
Aide et Action publie, chaque année, sur son site le bilan détaillé de ses programmes (rapport d'activité) et de ses comptes.
Ses comptes sont vérifiés, chaque année, au siège et dans chacun de ses programmes, par un commissaire aux comptes, membre du groupe international Ernst & Young.

## Partenariats, réseaux, et collectifs
- En 2012, la projection du film La Rizière de Xiaoling Zhu, au cinéma Le Saleys à Salies-de-Béarn, a été l'occasion de sensibiliser le grand public aux questions liées à la solidarité internationale et à l'éducation, mais également de récolter des fonds en faveur de l'association[31].
- C'est également en 2012 qu'Aide et Action, grâce à un partenariat avec les agences Terres d'Aventure, a la chance de faire voyager son exposition « Et moi, quand j'aurai 30 ans », dans de nombreuses agences du groupe et partout en France. Cette exposition est notamment de passage dans le Nord, dans l'agence lilloise de Terres d'Aventure[32].
- 25 septembre 2013 : Sur le chemin de l'école, de Pascal Plisson[33].
- 23 septembre 2015 : Le Grand Jour, de Pascal Plisson[34]
- 5 octobre 2016 : Les Pépites, de Xavier de Lauzanne
- 4 janvier 2017 : Chanda une mère indienne, d'Ashwiny Iyer Tiwari[35]

### Réseaux et collectifs
- Coordination Sud[36]
- La CHS Alliance[37]
- La Coalition Éducation, dont elle devient chef de file en janvier 2021[38]
- Le Collectif Agir Ensemble pour les Droits de l'Enfant (AEDE)[39]
- La Dynamique de la convention aux actes (DCAA - Convention relative aux droits de l'enfant )[40]
- Le Festival des Solidarités[41]
- Le réseau F3E[42]
- Le Groupe Enfance[43]